# Dichloroctylisothiazolinon
Dichloroctylisothiazolinon gehört in die Verbindungsklasse der Isothiazolinone und ist ein weit verbreitetes Biozid.

## Eigenschaften

### Chemische Eigenschaften
Dichloroctylisothiazolinon kann in der Umwelt durch Hydrolyse, Photolyse, durch mikrobiellen Abbau oder durch Einwirkung von Nukleophilen abgebaut werden. Oberhalb von 300 °C zersetzt es sich.

## Verwendung
Dichloroctylisothiazolinon wird in Unterwasseranstrichen, als Holzschutzmittel und in Silikonabdichtungen eingesetzt.
Der jährliche Verbrauch in der Schweiz wurde 2007 auf 1 Tonne geschätzt.

## Zulassung
Dichloroctylisothiazolinon ist in der Europäischen Union für die Verwendung als Biozid zugelassen. In der Schweiz ist es für die Biozid-Produktart 8 (Holzschutzmittel) zugelassen.